# شركة إذاعة وتلفزيون قازاقستان
شركة راديو وتلفزيون قازاقستان (بالقازاقية: «Қазақстан» РТРК» АҚ; "Qazaqstan" RTRK" AQ)‏ هي واحدة من أكبر الشركات العاملة في مجال الإعلام في كازاخستان.  تدير أربع قنوات تلفزيونية: قازاقستان ، قازسبورت ، بالابان ، آباي تي في ؛ وأربع محطات إذاعية: قزق راديوسي ، شالكار ، أستانا ، وكلاسيك . هناك أيضًا 14 قناة تلفزيونية إقليمية تعد جزءًا من الشركة.